# Ялганда (нижний приток Шалицы)
Ялганда — река в России, протекает по Пудожскому району Карелии. Устье реки находится в 24 км по левому берегу реки Шалица. Длина реки составляет 24 км.
В среднем течении пересекает шоссе А119 («Вологда — Медвежьегорск — автомобильная дорога Р-21 „Кола“»).

## Данные водного реестра
По данным государственного водного реестра России относится к Балтийскому бассейновому округу, водохозяйственный участок реки — Водла, речной подбассейн реки — Свирь (включая реки бассейна Онежского озера). Относится к речному бассейну реки Нева (включая бассейны рек Онежского и Ладожского озера).
Код объекта в государственном водном реестре — 01040100412102000017064.